# 中野英光
中野 英光（なかの ひでみつ、1890年（明治23年）4月18日 - 1982年（昭和57年）3月19日）は、日本の陸軍軍人。最終階級は陸軍中将。

## 経歴
旧佐賀藩士・中野竹九郎の長男として生まれる。佐賀中学を卒業。1912年（明治45年）5月、陸軍士官学校（24期）を卒業。同年12月、歩兵少尉に任官し歩兵第23連隊付となる。1920年（大正9年）11月、陸軍大学校（32期）を卒業し、参謀本部支那班に配属された。
1926年（大正15年）5月、関東軍司令部付としてハルビン特務機関に配属。その後、歩兵第63連隊大隊長、参謀本部員、吉林特務機関長、満州国軍政部顧問などを歴任。
1936年（昭和11年）8月、歩兵大佐に昇進。1937年（昭和12年）8月、北支那方面軍司令部付（済南特務機関長）に就任。1938年（昭和13年）3月、歩兵第13連隊長に任じられ日中戦争に参戦。武漢作戦などに従軍。1939年（昭和14年）2月、第21軍司令部付（広東特務機関長）に転じ、同年3月、陸軍少将に進んだ。1940年（昭和15年）2月、南支那方面軍司令部付（広東特務機関長）となり、歩兵第29旅団長を経て、同年12月、関東軍司令部付（満州国軍政部最高顧問）に就任。1941年（昭和16年）10月、陸軍中将に進級し太平洋戦争を迎えた。
1941年11月、第51師団長に親補され、広東の警備を担った。1942年（昭和17年）11月、ニューギニア戦線に転用され第18軍に編入、ラバウルに進出。1943年（昭和18年）2月、ニューギニアの戦いに参戦のため東部ニューギニアに派遣されたが、輸送船が撃沈され多大の損害を被った。その後、ラエ・サラモアの戦いに敗れ、サラワケット越えを敢行するなど苦戦を強いられた。オーストラリア軍と戦闘を交える中、ニューギニアのクッシャムで終戦を迎えた。
1948年（昭和23年）1月31日、公職追放仮指定を受けた。

## 栄典
位階
- 1913年（大正2年）2月20日 - 正八位[2]
- 1941年（昭和16年）12月1日 - 従四位
- 1943年（昭和18年）12月15日 - 正四位

勲章
- 1942年（昭和17年）7月8日 - 勲一等瑞宝章[3]